# Svend Gunnar Kofoed-Dam
Svend Gunnar Kofoed-Dam (født 28. januar 1933 i Ibsker, død 19. september 2018 i Svaneke) var en dansk politiker fra partiet Venstre, der fra 1990 til 1993 var borgmester i Neksø Kommune.
Kofoed-Dam blev medlem af kommunalbestyrelsen ved kommunesammenlægningen i 1970. 20 år senere blev han valgt som Venstres spidskandidat efter den mangeårige borgmester Preben Holm Jensens afgang. Kofoed-Dam blev efter valget konstitueret som borgmester. Det blev dog kun til en enkelt periode, idet socialdemokraten Annelise Molin ved valget i 1993 tog borgmesterposten og efterfølgende var borgmester frem til 2002, hvor Neksø blev sammenlagt med de øvrige kommuner på Bornholm.
Fra 1987 til 2002 sad Kofoed-Dam endvidere i Bornholms Amtsråd, ligesom han også har været medlem af Venstres hovedbestyrelse i 10 år. I 2009 meldte Kofoed-Dam sig ud af partiet efter 55 år efter at Venstres bornholmske afdeling, ifølge ham, var blevet for centralistisk og ikke tog nok hensyn til borgerne.
Privat drev Svend Gunnar Kofoed-Dam fra 1965 til 2000 gården Svanegård i Svaneke. Han var i øvrigt fætter til partifællen, den mangeårige landbrugsminister Niels Anker Kofoed.